# Hind Nawfal
Pour les articles homonymes, voir Hind.
Hind Nawfal (en arabe : هند نوفل, 1860-1920) était une journaliste syrienne grecque orthodoxe d'Antioche et écrivaine féministe. Elle a été la première femme du monde arabe et de la région MENA à publier un magazine féminin et l'une des premières promotrices du féminisme. 

## Famille et historique
Hind Nawfal est née sur la côte syrienne. Sa mère, Maryam al-Nahhas, est née à Beyrouth et y a grandi pendant les troubles civils et la dépression économique avant d'épouser son futur mari, Nasim, à l'âge de 16 ans. Nasim Nawfal appartenait à une famille orthodoxe grecque de Tripoli, au Liban, et a élevé sa fille comme une chrétienne. 
La famille déménage pour échapper à la censure ottomane en Syrie et s'installe à Alexandrie dans les années 1870, où Hind Nawfal fréquente une école conventionnelle,. Sous le règne du khédive Ismaël Pacha, l’Égypte avait abandonné son monopole de l’édition et, depuis l’occupation britannique de l'Égypte en 1882, elle avait également limité sa censure sur la presse. Au moment où les classes moyennes et inférieures commençaient à investir dans la littérature de la classe supérieure, le nombre de presses avait augmenté et donc la circulation des écrits. 
Hind Nawfal avait un cadre de vie unique à l'époque en ce qu'elle venait d'un ménage où sa mère et son père étaient des écrivains. Sa mère a écrit un dictionnaire biographique, Ma'rid al-Hasna 'fi Tarajim Masharhir al-Nisa' (L'exposition de la belle femme pour les biographies de célébrités féminines), de femmes orientales et occidentales. Elle le dédia à la princesse Cheshmat Hanim, troisième épouse d'Isma'il, qui en parraina la personnification. Le père et l'oncle de Hind travaillaient comme journalistes et traducteurs au sein du gouvernement égyptien. Son père finira par diriger le bureau du magazine d'Hind Nawfal dans lequel sa sœur, Sarah, apportera également son aide.

## Al-Fatah
Nawfal a commencé son journal, al-Fatah (La jeune femme), le 20 novembre 1892, quand le nombre de journaux et de magazines scientifiques augmentait, de la même manière que la lectorat féminin. Cependant, al-Fatah était « le premier magazine de ce genre en Orient », selon les dires de Hind Nawfal, puisqu'il s'agissait d'un journal écrit par des femmes, pour des femmes et non pas uniquement sur des femmes,. Hind Nawfal souhaitait « décorer ses pages avec des perles issues des stylos de femmes ». 
Dans le premier numéro, elle décrit ses objectifs pour le magazine, qui consistait notamment à défendre les droits des femmes, à exprimer leurs points de vue et à faire appel à leurs responsabilités et à leurs devoirs. Elle donna comme sous-titre au magazine « Scientifique, historique, littéraire et humoristique ». Il ne discuterait pas de politique et n'aurait « aucune visée de controverses religieuses »,. 
Hind Nawfal s’inspirait des périodiques féminins qui existaient à l’étranger et existaient depuis près d’un siècle et demi quand son magazine fut publié pour la première fois. Le magazine traitait de sujets tels que le mariage, le divorce, le voile, l'isolement, l'éducation, le travail, l'instruction domestique et les loisirs. Il contenait des biographies de femmes occidentales telles que la reine Victoria ou des faits intéressants sur les femmes, comme le fait qu'il y avait 252 étudiantes en médecine en France ainsi que 121 romancières, 280 poétesses et 425 essayistes. Le magazine a encouragé le débat en abordant des sujets tels que les différentes normes de beauté existantes selon les pays. 
Parfois, Hind Nawfal demandait aux lectrices de lui envoyer des réponses aux questions qu'elle posait. Dans son numéro de février 1893, par exemple, elle posait la question suivante:  «Le travail est-il plus pénible pour les hommes ou pour les femmes? ». C'est ainsi qu'al-Fatah est devenu un forum de discussion et de débat sur le rôle des femmes. 
Pour encourager les femmes à écrire et à faire vivre al-Fatah, Hind Nawfal souligna qu'une femme qui écrivait dans des journaux « ne compromettait pas sa modestie ni ne violait sa pureté et son bon comportement ». En outre, Hind Nawfal fit des efforts pour parler de femmes autochtones qui avaient été des rôles modèles dans la société. Elle évoqua notamment Sémiramis, une reine assyrienne, Bilquis, reine de Sheba, ainsi que les femmes de l'époque pharaonique, qui, « pendant une période de deux mille ans, firent preuve d'une extrême douceur et  raffinement et atteignirent des niveaux de réalisations et de perfection que les femmes occidentales n'ont pas encore connues ». Elle a toutefois abordé le sujet des autrices américaines et européennes en affirmant que leurs écrits n’avaient pas mis en péril leur statut social et qu’ils leur avaient valu le respect. 

## Héritage
Hind Nawfal épousa Habib Dabbana en août 1893. Il était Syrien et travaillait dans la section juridique du ministère des Finances. Elle arrêta son journal en 1894, afin de revenir à la vie domestique et à la philanthropie. Bien que le magazine al-Fatah n'ait eu qu'une durée de vie de deux ans, il s'agissait du premier magazine féministe arabe, écrit par des femmes. Selon Nabila Ramdani, « al-Fatah est considérée comme la première publication entièrement féministe dans une liste non négligeable de périodiques arabes ». À ce sujet, Beth Baron écrit : « Les journaux arabes pour femmes sont une source historique unique et nous permettent de retrouver la voix des femmes afin que nous puissions nourrir leurs récits avec leurs propres descriptions. Ensemble, toutes ces revues constituent l’un des premiers matériaux de ce type, car il s'agissait de la première génération de femmes du monde arabe à écrire en nombre important, à produire et à publier leurs œuvres sous forme de textes imprimés. » 